# Herb Bełku

Herb z okresu międzywojennego

Obecnie Bełk nie posiada własnego, oficjalnego herbu, gdyż jest tylko sołectwem gminy Czerwionka-Leszczyny. W przeszłości był jednak samodzielną gminą wiejską i posługiwał się zarówno własną pieczęcią jak i herbem, który na tej pieczęci występował. Współcześnie dawny herb można zobaczyć m.in. na nieoficjalnej tablicy wjazdowej do miejscowości.
Początkowo Bełk dzielił się na dwie odrębne gminy - Bełk Dolny (Nieder Belk; na zachodzie) i Bełk Górny (Ober Belk; na wschodzie). Każda z nich miała własną pieczęć i herb. Pieczęć Bełku Dolnego pochodzi z początku XIX wieku - ma 28 milimetrów średnicy i znajduje się na niej napis GEM:NIEDBELK (Gemeinde Nieder Belk) RYBNIKER/KREIS. W środku przedstawiono herb wsi - dom i studnię, nad którą znajduje się wiadro z długą żerdzią. Bełk Górny używał w XIX wieku pieczęci o wymiarze 27 milimetrów z napisem OBER BELKER GEMEIN:S: (Gemeinde Siegel) RYBNIKER/KREIS. Herbem był leżący snop zboża, przy którym stoi sierp i kosa. Obydwie pieczęci odciśnięte były na dokumentach w roku m.in. 1835.
W okresie międzywojennym połączony w jedną gminę wiejską Bełk używał pieczęci z napisem GMINA BEŁK) POW. RYBNICKI, o wielkości 38 milimetrów. Znajdował się tam herb wyobrażający głowę jelenia (rogacza) z krzyżem promienistym nad głową. Marian Gumowski przypisał głowie jelenia kolor biały, kolor żółty (złoty) dla krzyża, a kolor niebieski dla tła.